# Терјуха
Терјуха или Цјаруха (укр. Терюха; рус. Терюха; блр. Цяруха) белоруско-украјинска је река и лева притока реке Сож (део басена реке Дњепар).
Извире на око 2 km од села Аљховаје у Добрушком рејону Гомељске области у Белорусији, тече преко Гомељског Полесја ка западу, протиче кроз села Грабавка, Баштан и код села Терјуха улива се у реку Сож као лева притока. Један мањи део њеног корита представља међународну границу између Украјине и Белорусије. 
Укупна дужина реке је 57 km, а површина сливног подручја око 525 km². Просечан проток у зони ушћа је око 1,8 m³/s. 
Обале су доста ниске, максималне висине до 3 метра. Ширина реке је најчешће око 10 до 15 метара, у зони ушћа и до 20 метара. Просечна дубина је око 1 до 2 метра. Преко реке постоји неколико мостова. Највећи део приобаља је канализован и исушен чиме су спречене некада учестале поплаве. 
Популарно је излетиште локалног становништва. 